# Nick McCarthy
Nick McCarthy (ur. 13 grudnia 1974 w Blackpool) – angielsko-niemiecki muzyk, gitarzysta, klawiszowiec, wokalista, producent muzyczny i tekściarz, w latach 2001–2016 członek indierockowego zespołu Franz Ferdinand.

## Życiorys
Urodził się 13 grudnia 1974 roku Blackpool. W 1980 roku wraz z rodzicami i dwójką rodzeństwa przeprowadził się do powiatu Rosenheim w Niemczech. Jako dziecko nie miał dużego kontaktu z muzyką, a w rozwoju zainteresowań muzycznych znaczącą rolę odegrał jego brat, który nauczył go grać na gitarze i pokazał, jak pisać piosenki.
Z wykształcenia jest pianistą klasycznym i kontrabasistą – kształcił się w Konserwatorium Monachijskim. 
Za namową przyjaciela z Monachium przyjechał do Glasgow. Tam też poznał Alexa Kapranosa. Spotkali się na imprezie w 2011 roku, gdzie początkowo wdali się w bójkę. Pod koniec 2001 roku założyli wspólnie wraz Paulem Thomsonem i Bobem Hardym indierockowy zespół Franz Ferdinand, którego był gitarzystą, klawiszowcem i wokalistą wspierającym. Był także jednym z tekściarzy. Pierwszy album studyjny, nazwany Franz Ferdinand, wydany został w lutym 2004 roku. Zdobył z zespołem nagrodę Mercury Music Prize w 2004 roku oraz dwie nagrody BRIT w 2005 roku w kategoriach: Najlepszy Brytyjski Zespół i Najlepszy Brytyjski Wykonawca Rockowy.
Zanim został muzykiem Franz Ferdinand, grał w niemieckim zespołem krautrockowym Embryo oraz w grupach Kamerakino i Scatter.
W 2003 roku wraz z wieloletnim przyjacielem Alexandrem Ragnewem założył zespół Box Codax. Swoje dwa pierwsze single, „Boys and Girls” i „Naked Smile” wydali w wytwórni The Thin Man. Pierwszy album zespołu, „Only An Orchard Away”, ukazał się 4 września 2006 roku. 
Śpiewał gościnnie po niemiecku utworze „Inaugral Trams” z albumu zespołu Super Furry Animals pn. Dark Days/Light Years, wydanego w 2009 roku. Wystąpił także gościnie wraz z Alexem Kapranosem w teledysku „Do It Again” Edwyna Collinsa opublikowanego pod koniec 2010 roku. 
Pracował z aktorem Philippem Plessmannem i projektantem Hankiem Schmidt-in-der-Beekiem nad ścieżką dźwiękową do przedstawienie kukiełkowego The Tempest Puppet Music Show, którego pokazy odbyły się we wrześniu 2011 roku w londyńskim Wilton's Music Hall.
8 lipca 2016 roku zespół Franz Ferdinand ogłosił, że gitarzysta Nick McCarthy nie weźmie udziału w nagrywaniu ani trasie koncertowej kolejnego albumu. Odszedł on z zespołu, by skupić się na „innych zainteresowaniach muzycznych”, a także z powodów rodzinnych. Jeszcze przed wydaniem w 2015 roku albumu w ramach supergrupy FFS o tym samym tytule, poinformował członków zespołu o swoich planach. Jego miejsce w zespole Franz Ferdinand zajął Dino Bardot. 
10 lipca 2016 roku udostępnił utwór o nazwie „Cracks the Concrete”, który skomponował wspólnie wraz ze swoją żoną Manuela Gernedel pod pseudonimem Manuela. Wydali oni w 2017 roku indiepopowy album pn. Manuela.
W 2020 roku wspólnie z Sebem Kelligiem zainicjował projekt The Nix. Wraz z różnymi gościnnymi wokalistami (m.in. z Laetitią Sadier ze Stereolab, KT Tunstall i Vulą Malingą z Basement Jaxx) nagrali w 2020 roku swój debiutancki album Sausage Studio Sessions. Został on wydany przez wytwórnię Moshi Moshi Records i wyprodukowany w East London Sausage Studios.
W 2022 roku nawiązał współpracę z zespołem Ströme. Razem wydali single; „Right Now”, „Stadlberg” i „Das Modul” w wytwórni Compost Records.
Jako producent muzyczny współpracował m.in. z Marion Cotillard i Edwynem Collinsem oraz przyczynił się do powstania ścieżki dźwiękowej do Alicji w Krainie Czarów produkcji Walt Disney Pictures. Występował w programie telewizyjnym München 7, a także pisał teksty dla austriackiego zespołu muzycznego Das Lunsentrio. Współpracował jako autor tekstów i producent z Flokati Studios w Monachium, a także z Sausage Studios w Hackney Lane w Londynie.

## Życie prywatne
2 lipca 2005 roku poślubił Manuelę Gernedel. Jest ona z pochodzenia Austriaczką, a poznał ją w Monachium, gdzie oboje studiowali. Mają dwójkę dzieci.
Ma młodszą siostrę Annę, artystkę, absolwentkę Akademii Sztuk Pięknych w Monachium i brata, architekta krajobrazu w Rosenheim.
Poza muzyką interesuje się m.in. tenisem stołowym, kolarstwem i językiem hiszpańskim.